# Uruguay en la Copa Mundial de Fútbol Sub-20 de 2007
La Selección de Uruguay fue uno de los 24 equipos participantes en la Copa Mundial de Fútbol Sub-20 de 2009, torneo que se llevó a cabo entre el 24 de setiembre y el 16 de octubre de 2009 en Egipto.
En el sorteo la Selección de Uruguay quedó emparejada en el Grupo D junto con Ghana, Uzbekistán e Inglaterra.

## Jugadores
Datos correspondientes a la situación previa al torneo.
| #  | Nombre                 | Posición      | Edad | Club              |
| -- | ---------------------- | ------------- | ---- | ----------------- |
| 1  | Yaí Fontes             | Portero       | 19   | Wanderers         |
| 2  | Gary Kagelmacher       | Defensa       | 20   | Danubio           |
| 3  | Alejandro González     | Defensa       | 20   | Peñarol           |
| 4  | Juan Manuel Díaz       | Defensa       | 20   | Liverpool         |
| 5  | Mathías Cardaccio      | Mediocampista | 20   | Nacional          |
| 6  | Mauricio Prieto        | Defensa       | 18   | River Plate       |
| 7  | Bruno Montelongo       | Mediocampista | 20   | River Plate       |
| 8  | Marcel Román           | Mediocampista | 19   | Danubio           |
| 9  | Emiliano Alfaro        | Delantero     | 20   | Liverpool         |
| 10 | Edinson Cavani         | Delantero     | 18   | Danubio           |
| 11 | Juan Surraco           | Mediocampista | 19   | Udine             |
| 12 | Luis Suárez            | Delantero     | 20   | Nacional          |
| 13 | Matias Aguirregaray    | Defensa       | 20   | Peñarol           |
| 14 | Diego Arismendi        | Mediocampista | 20   | Nacional          |
| 15 | Enzo Ruiz              | Mediocampista | 19   | Peñarol           |
| 16 | Gerardo Vonder Putten  | Defensa       | 20   | Danubio           |
| 17 | Emiliano Alfaro        | Delantero     | 19   | Liverpool         |
| 18 | Elías Ricardo Figueroa | Mediocampista | 20   | Liverpool         |
| 19 | Tabaré Viudez          | Delantero     | 18   | Defensor Sporting |
| 20 | Yonatan Irrazabal      | Portero       | 19   | Defensor Sporting |
| 21 | Mauro Goicochea        | Portero       | 20   | Danubio           |
| -  | Gustavo Ferrín         | D. T.         | 48   |                   |

## Participación

### Grupo D
- Datos: Q19946883